# Taumatin
Taumatin (även katemfe eller Talin) är ett naturligt sötningsmedel som utvinns ur den västafrikanska växten katemfes (Thaumatococcus danielli) frukt. Ämnet, som består av tre proteiner, bär E-nummer E957.
Taumatin har en långvarig sötma som kommer först efter en stund, och en eftersmak av lakrits. Dess relativa söthet är 2000-3000 beroende på koncentration.